# AK-9突击步枪
AK-9是一款由俄罗斯聯邦槍械製造商伊茨瑪希工廠所研製及生產的突击步枪，在2007年8月公開，是卡拉什尼科夫自動槍族的款式之一，以AK-100系列為基礎，發射9×39毫米苏联口徑亞音速步枪子彈。

## 歷史
2006年，俄羅斯當局權威人士希望伊茨瑪希工廠設計一款具有AK槍族特色，但是需要適合特種部隊使用的新型武器。2007年8月，伊茨瑪希工廠推出了AK-9。工廠經理弗拉基米爾·格羅代斯基以AKS-74U作基礎，研發出一款適合特種部隊執行反恐任務的新型武器。AK-9的其中一名設計員阿列克謝·德拉古諾夫曾說過：「它能夠無聲射擊，而且能貫穿防彈衣。」另外，AK-9同時比早期AK槍族的槍械更輕。

## 設計
AK-9是所謂的“100系列”，就像AK-104卡拉什尼科夫突击步枪作為藍本，但亦作出了改進。AK-9具有經過測試和改進而成的長行程活塞氣動式工作原理和轉拴式槍栓，和“卡拉什尼科夫樣式”控制系統相同的包括與槍栓連接在一起的往復式拉機柄、位於機匣右側並在保險位置時亦作為防塵蓋一部份的快慢機和整體佈局式的右側折疊式聚合物槍托。除了聚合物的質量是以現代化復合工程製造而有所改進以外，前護木的底部和兩邊亦整合了MIL-STD-1913戰術導軌，這使得AK-9可以裝上對應導軌的多種模塊化戰術配件，當中包括：戰術燈、雷射瞄準器、前握把、兩腳架和榴彈發射器這些戰術配件。而機匣的左側裝有屬於俄羅斯標準的瞄準鏡導軌，用以裝上PSO-1等快拆式光学瞄准镜。其槍管上可以裝上專門為其而設計的快速拆卸分離式消聲器，這在搭配9×39毫米亞音速彈藥時特別有效。AK-9發射9×39毫米SP-5（鋼蕊彈頭）和SP-6（穿甲弹頭）這兩種彈藥。該步槍的彈匣是由黑色的聚合物所製成，容量為20發，似乎是專用的設計，與其他（競爭對手）相同口徑的武器並不兼容。

## 競爭對手
AK-9的推出是為了成為AS Val突击步枪和9A-91突击步枪的競爭對手，而兩者分別已經裝備於俄罗斯的軍隊和警察。早在1990年代初，KBP儀器設計廠的附屬公司，運動及狩獵武器中央設計研究局（CKIB SOO）以AKS-74U開發一種發射9×39毫米蘇聯步枪子彈的衍生型：OTs-12。

## 轉移到AK-12
2013年2月，弗拉基米爾·V·佐羅賓接受採訪時提到：

我們正在研究在AK-12的基礎上整理出各種輕武器的整條生產線。這些武器將是衝鋒槍、緊湊型自動步槍、自動卡賓槍和手持式機槍。在基本型AK-12平台上的一系列專用的武器亦正在開發之中。例如，AK-9會被轉移到該平台。該武器將會在這個春天進行測試。

## 流行文化

### 电子游戏
- 2012年—《战争前线》：命名為「AK-9」，枪口使用为AKS-74U式样的消焰器，并以華沙條約導軌加装导轨镜桥，使用20发弹匣供彈，奇怪地被归类为冲锋枪。为工程兵专用武器，可以改装枪口配件（通用消音器、冲锋枪消音器、冲锋枪制退器、冲锋枪刺刀）、战术导轨配件（通用握把、冲锋枪握把、冲锋枪握把架）以及瞄准镜（EOTECH 553全息瞄准镜、绿点全息瞄准镜、红点瞄准镜、冲锋枪普通瞄准镜、冲锋枪高级瞄准镜、冲锋枪专家瞄准镜）。拥有眩光迷彩改装版本，强化威力和载弹。
  - 中国大陆服务器为专家解锁武器、欧美与俄罗斯服务器为高级解锁、眩光迷彩版本为活动武器，

## 參看
- 突击步枪
- 9×39毫米蘇聯口徑
- AK-47
- AK-74
- AKS-74U
- AK-12
- 9A-91
- A-91
- AS Val
- OTs-12
- OTs-14
- SR-3
- TKB-022
- VSK-94
- 恐怖份子
- 俄羅斯槍械列表

## 資料來源

## 外部連結
- （英文）—Modern Firearms—Kalashnikov AK-9 compact assault rifle（页面存档备份，存于）
- （英文）—Military, Security and Civilian Guns and Equipment—Izhmash AK-9（页面存档备份，存于）
- （俄文）—Сайт производителя (ИжМаш)
- （俄文）—Описание АК-9 на сайте weapon.at.ua（页面存档备份，存于）
- （繁體中文）—military.people.com.cn—俄羅斯AK槍族又添新丁 AK-9突擊步槍性能無可匹敵（页面存档备份，存于）
- （简体中文）—D Boy Gun World（槍炮世界）—AK-9突击步枪（页面存档备份，存于）